# Станьо-Ломбардо
Станьо-Ломбардо (італ. Stagno Lombardo) — муніципалітет в Італії, у регіоні Ломбардія,  провінція Кремона.
Станьо-Ломбардо розташоване на відстані близько 410 км на північний захід від Рима, 85 км на південний схід від Мілана, 9 км на південний схід від Кремони.
Населення — 1564 особи (2014).
Щорічний фестиваль відбувається 28 липня. Покровитель — San Nazario.

## Демографія
Населення за роками:

Станом на 1 січня 2023 року в муніципалітеті офіційно проживало 148 іноземців з 12 країн, серед них 27 громадян країн Євросоюзу та 1 громадянин України.

## Сусідні муніципалітети
- Бонемерсе
- Кастельветро-П'ячентіно
- Кремона
- Джерре-де'-Капріолі
- П'єве-д'Ольмі
- Полезіне-Цибелло
- Вілланова-сулл'Арда